# Underpræfektur (Frankrig)
Et Underpræfektur (fransk: sous-préfecture) er en administrationsby i et arrondissement i Frankrig. 
Underpræfektur er også et navn på den bygning, der huser arrondissementets administrative hovedkvarter.
I hvert departement eller region er der et præfektur, der har det overordnede ansvar for underpræfekturerne i området. I et arrondissement med et præfektur er der intet underpræfektur.